# 渋谷区男女平等及び多様性を尊重する社会を推進する条例
渋谷区男女平等及び多様性を尊重する社会を推進する条例（しぶやくだんじょびょうどうおよびたようせいをそんちょうするしゃかいをすいしんするじょうれい）は、東京都渋谷区における性的少数者（LGBTなど）に対する社会的な偏見及び差別を禁止、多様性の尊重を定めた条例である。2015年3月31日に区議会で成立、4月1日に施行された。
本条例は日本初の「同性パートナーシップ条例」として注目された。区に在住する20歳以上の同性カップルに、公正証書の作成を条件として、自治体による同性間のパートナーシップも認めた。証明書を交付する。

## 条例の主旨
「男女の別を越えて多様な個人を尊重しあう社会の実現」を目指した条例であり、男女や性的少数者の人権の尊重や、男女平等・多様性社会推進のための会議・計画の策定を行うとしている。
第1章では、区は男女平等と多様性を尊重する社会の実現のため、区民や事業所、他の地方自治体や関係団体と協働して施策を推進することが定められているほか、渋谷区内の事務所や事業所にも協働を求めている。特に、事業所には、男女の別や性的少数者であることによって一切の差別を禁じている。
第2章では、区は男女平等・多様性社会推進行動計画を策定し、実施状況を公表するとしている。また、パートナーシップ証明を区長が発行するものとして、区民や事業所には最大限の配慮を求めている。条例では、パートナーシップ証明発行に際しては、相互に相手方当事者を任意後見契約に関する法律2条3号に規定する任意後見受任者の一人とする任意後見契約に係る公正証書を作成し、かつ登記を行うこと、共同生活を営むに当たり、区規則で定める事項についての合意契約が公正証書に交わされることが要件とされ、2015年度中の施行が予定されている。
第3章では、男女平等・多様性社会推進会議を設置し、男女平等と多様性を尊重する社会の推進を調査し、審議するとしている。

## 経緯
2012年6月8日、渋谷区議会議員の長谷部健が議会本会議で、「渋谷区が国際都市を標榜するのなら、国際都市がダイバーシティの要素を含むのは必須である」として、「区在住のLGBTの方にパートナーとしての証明書を発行してあげてはいかがでしょうか」と質問した。そして桑原敏武区長から「検討したい」との答弁を引き出した。長谷部はこの質問を行う数年前、地元の清掃ボランティア活動でトランスジェンダーの杉山文野と知り合い、そこから性的少数者の悩みを知ったとされる。「彼らは、社会の無理解で大変な思いをして生きている。戸籍や婚姻制度を区が変えるのは不可能。ならば行政や民間のサービスをスムーズに受けられるよう証明書のようなものを作れないかと考えた」と長谷部は毎日新聞の取材に答えている。
2013年6月5日、区議の岡田麻理が議会本会議で、「LGBTパートナーシップの証明書について、病院の利用や手術の立ち会い、不動産、区の証明書の代理手続などについて配慮が可能になるような仕組みを提供してほしい」と提案した。このときも桑原は「専門家の御意見等も聞きながら前向きに検討してまいりたいと思います」と答弁した。
2014年7月、渋谷区は「男女平等及び多様性を尊重する社会を推進する条例」の制定に向け、弁護士、有識者、区幹部ら8人から成る検討委員会を設置した。委員の多くは当初「男女平等」が主要課題と考え、LGBTへの関心は薄かったとされる。
同年10月、検討委員会に前述の杉野とNPO法人「グッド・エイジング・エールズ」代表の松中権が出席し、性的少数者が抱える悩みや社会状況を話した。ほとんどの委員が当事者と話すのは初めてで、1時間の予定は倍近くオーバーした。委員で前区教育長の池山世津子は「公務員として福祉行政に携わり、教育長を8年務めたのに、この問題を知らなかった。つらい思いの子どもだちを見過ごしていたと思うと旨が痛む」と述べ、この言葉が委員会の方向を決定づけた。2015年1月、報告書が桑原区長に提出された。条例案策定の協力者にはそのほかに区議の岡田麻理、栗谷順彦らがいた。
2015年2月12日、桑原は会見で、条例案を議会の3月定例会に提出する方針を明らかにした。3月1日、区は、条例案を区議会に提出。3月7日より審議が開始された。
同年3月5日、世田谷区在住の当事者の団体のメンバー16人は、世田谷区議会議員の上川あやの呼びかけに応じ、区長の保坂展人や区幹部と面会し、パートナーシップ制度の導入などを求める要望書を提出した。
同年3月26日の総務区民委員会で採決が行われ、自民党所属の2名が反対し、賛成多数で可決。委員会を通過した。
同年3月31日、渋谷区議会本会議で条例案の採決が行われ、議長の前田和茂を除く賛成21、反対10で可決された。採決の内訳は下記のとおり。
| 賛成21 | 日本共産党渋谷区議会議員団 | 五十嵐千代子、牛尾真己、新保久美子、田中正也、苫孝二、菅野茂         | 6 |
| 賛成21 | 渋谷区議会公明党           | 栗谷順彦、広瀬誠、久永薫、沢島英隆、古川斗記男                       | 5 |
| 賛成21 | 民主党渋谷区議団           | 芦沢一明、鈴木建邦、治田学、吉田佳代子                               | 5 |
| 賛成21 | 無所属クラブ               | 薬丸義人、長谷部健、伊藤毅志、小栁政也                               | 4 |
| 賛成21 | 無所属渋谷                 | 岡田麻理、佐々木弘明                                                 | 2 |
| 反対10 | 渋谷区議会自由民主党議員団 | 木村正義、松岡定俊、斎藤竜一、佐藤真理、下嶋倫朗、丸山高司、染谷賢治 | 7 |
| 反対10 | 無所属                     | 笹本由紀子、堀切稔仁、須田賢                                         | 3 |

同年4月1日、本条例が施行された。4月2日、長谷部は記者会見し、任期満了に伴う渋谷区長選挙（4月26日投開票）に立候補する意向を表明した。会見には桑原が同席し、「若さと可能性に賭ける」と後継者に指名した。長谷部健を含む4人が立候補したが、選挙の結果によっては、条例が凍結される可能性もあると指摘されていた。4月26日の渋谷区長選挙(投票率41.37%)の結果、長谷部が初当選した。そして、同日行われた渋谷区議会議員選挙(41.37%)も条例案に賛成票を投じた党派が過半数を占めた。府中青年の家訴訟で原告代理人を務めた中川重徳が証明書発行のための区規則の制定に関わり、軽費用でできる特例型を規則に盛り込むことに尽力した。
同年10月23日、長谷部区長は会見を開き、「パートナーシップ証明書」申請方法、申請と発行の開始日などを発表した。同年10月28日より申請受付が開始され、第1号証明書は11月5日に東小雪と増原裕子に対し発行された。しかし、2017年12月25日に二人はパートナー解消し、それに伴い渋谷区に証明書を返還した
渋谷区は、2018年11月以降から区内の公衆トイレを新築・改修する際に主にトランスジェンダーのために男女共用トイレの整備を進めるとの基本方針を発表した。そして、以降から区内で公衆トイレの女性専用トイレの廃止による男女共用トイレ化を推進としている。長谷部健渋谷区長は「『渋谷スタンダード』のトイレができれば、日本中に広がる可能性がある」と期待的な展望を明かした。

## パートナーシップ証明書

### 定義
法律上の婚姻とは異なるものとして、
1. 男女の婚姻関係と異ならない程度の実質を備える
2. 戸籍上の性別が同一である二者間の社会生活関係

を「パートナーシップ」と定義し、区が証明するもの。本項条例に基づき2015年10月28日に申請受付開始し、11月5日から発行されている。

- 申請は、申請者本人が2名で区役所住民戸籍課窓口にて行い、郵送や代理人による申請は不可。
- 「受付票兼証明書交付引換証」が発行され、約3日間の内容確認（審査）の後、1通のみ発行される。受取は申請者のどちらか1名で可能だが、郵送は不可。
- 交付を受けたパートナーシップ証明書を紛失、き損等した場合は、証明書の再交付を申請することができる。
- 交付を受けていることを、他の機関等に証明書類として提出する必要があるときは、「渋谷区パートナーシップ証明書交付済証明書」により証明する（別途申請が必要）。

### 効力
- 法的拘束力は無い。
- 渋谷区は家族向け区営住宅へ同性カップルの入居を認めていなかったが、証明書があれば入居を認めるようにした[37]。
- 死亡保険の受取人は2親等以内とする業界の慣例があるが、渋谷区のアスモ少額短期保険は、証明書を提示すればパートナーを死亡保険の受取人と認め、夫婦と同じサービスを提供すると決めた[37]。
- 親族に限られる入院中の面会や手術等の同意、携帯電話会社による「家族割」適用、などが期待される。

### 申請者の条件
1. 渋谷区に居住し、かつ、住民登録があること（2人の住所は同一でなくても可）
2. 20歳以上であること
3. 法律上の配偶者がいないこと
4. 2人の戸籍上の性別が同一であること
5. 相手方当事者以外のパートナーがいないこと
6. 近親者（民法第734条〜第736条までの規定により婚姻をすることができない者）ではないこと

### 公正証書の確認
パートナーシップの確認は、以下の公正証書を区長が確認することによって行われる。
1. 当事者双方が、相互に相手方当事者を「任意後見契約に関する法律第2条第3号に規定する任意後見受任者の一人とする任意後見契約の公正証書を作成し、かつ、登記を行っていること。
2. 共同生活を営むに当たり、当事者間において、次の事項についての合意契約の公正証書。

・両当事者が愛情と信頼に基づく真摯な関係であること。
・両当事者が同居し、共同生活において互いに責任を持って協力し、及びその共同生活に必要な費用を分担する義務を負うこと。

特例適用（後述）の場合は以下の公正証書で確認を行う。
1. 共同生活を営むに当たり、当事者間において、次の事項についての合意契約の公正証書。

・両当事者が愛情と信頼に基づく真摯な関係であること。
・両当事者が同居し、共同生活において互いに責任を持って協力し、及びその共同生活に必要な費用を分担する義務を負うこと。
・当事者の一方の身体能力又は判断能力が低下したときは、相手方当事者は、当該人の生活、療養看護及び財産の管理に関する事務を可能な限り援助し、当該人の意思を尊重し、かつ、その心身の状態及び生活の状況に配慮すること。
・当事者間で必要が生じたときは、速やかに任意後見契約に係る公正証書を作成すること。

特例が適用される条件は、以下のいずれかである。
1. 相手方当事者以外の者を任意後見受任者とする任意後見契約を締結し、又は締結しようとしており、相手方当事者がこれに合意しているとき。
2. 性別の取扱いの変更の審判を受ける前の性同一性障害者で、性別の取扱いの変更の審判を受けた後、婚姻することを両当事者間で合意しているとき。
3. 生活又は財産の形成過程であり、任意後見受任者に委託する事務の代理権の範囲を特定することが困難であるとき。
4. 1.〜3.のほか、区長が合理的な理由があると認めるとき。（例：性同一性障害者で、従前、他方当事者と婚姻していたが、性別の取扱いの変更の審判を受けるため、これを解消しており、性別の取扱いの変更の審判を受けた後、現在も引続き同居しているとき）

合意契約の公正証書には、上記必須項目以外の契約項目があっても問題ない。

### パートナーシップ証明書の返還
パートナーシップ証明書の交付を受けた後、次の事情が発生したときは、届出て返還する。
1. 渋谷区外へ転出したとき（当事者一方のみの転出も含み、一時的な異動は含まれない）
2. 当事者が死亡したとき
3. 当事者がパートナーシップを解消したとき
4. 虚偽その他の不正な方法により証明書の交付を受けたこと、不正に使用したことが判明したとき

## 反応
- 渋谷区長の桑原敏武は、「人権上の課題として、一石を投じる歴史的な一ページになった」[45]と発言している。
- 世田谷区長の保坂展人は、条例化は必要ないとしながらも、同性をパートナーとして認める制度を具体化したいと述べた[46]
- 田母神俊雄は、「これを認めては人類社会が続かなくなる」[47]と批判した[48]。
- 自民党幹事長谷垣禎一は、条例だけで対応していくと問題を生むのでは、と懸念を示した[49]。